# Tesserodon gestroi
Tesserodon gestroi là một loài bọ cánh cứng trong họ Bọ hung (Scarabaeidae).